# Прилежаев, Василий Александрович
Прилежаев Василий Александрович (24 ноября [6 декабря] 1831, Олонец — 28 августа [9 сентября] 1887, Париж) — священнослужитель Православной Российской церкви; протоиерей, магистр богословия; был настоятелем русской церкви во имя Святителя и Чудотворца Николая и Св. Мученицы Царицы Александры в Ницце и Собора Александра Невского в Париже.

## Биография
Родился 24 ноября (6 декабря) 1831 года в семье настоятеля Николаевского собора Олонца Александра Васильевича Прилежаева. По окончании Олонецкой духовной семинарии в 1853 году продолжил обучение в Санкт-Петербургской духовной академии. В 1857 году окончил академию со степенью магистра в числе лучших учеников и был определён на службу в церковь при российском посольстве в Париже: в 1857—1859 годах был диаконом посольской церкви. Затем был священником в Висбадене, Неаполе, Ницце, с мая 1859 по 1863 год — второй священник при храме в Париже.
В 1863—1867 гг. — настоятель храма в Ницце. В 1864 году получил сан протоиерея. Зимой 1864—1865 году был духовным отцом императрицы Марии Александровны и цесаревича Николая Александровича, которого напутствовал его при кончине в 1865 году; был также законоучителем и духовником Великой княжны Марии Александровны (герцогини Эдинбургской) и Великого князя Сергея Александровича, которого приготовлял к первой исповеди.
Главное дело его настоятельства — устройство Русского кладбища в Ницце. «Своими высокими пастырскими качествами снискал любовь паствы, которая поднесла ему шитое золотом бархатное облачение и золотой наперстный крест с драгоценными украшениями». За участие в богослужениях по случаю кончины цесаревича Николая Александровича (в Ницце) в апреле 1865 года удостоился золотого наперсного креста от Императрицы Марии Александровны и 8 тыс. франков (что равнялось годовому содержанию, отпускаемому Министерством иностранных дел на весь причт парижской посольской церкви в 1866 г.). В 1867—1887 гг. — настоятель посольской церкви в Париже. Общение с императорской семьёй сказалось и на последующих многочисленных наградах Прилежаева, среди которых ордена: Св. Анны 2-й, Св. Владимира 3-й степени, а также митра, и на самом назначении на место настоятеля в Париж, состоявшееся по личной воле государя Александра II. В наследство от прежнего настоятеля И. В. Васильева новому настоятелю достались ещё не выплаченные долги по строительству храма Александра Невского и он на пять лет досрочно выплатил основной долг за церковную землю размером в 80 тыс. франков.
К несомненным заслугам протоирея Прилежаева относится и то, что он поддержал традицию научной и публицистической деятельности русских священнослужителей во Франции. Он постоянно сотрудничал с журналом «L’Union chrétienne», а также, по словам А. Родосского, познакомил русскую богословскую науку с серьезным католическим сочинением «Церковная история Прессансе».
Протоирей Прилежаев был знаком со многими известными людьми, в частности, с Н. С. Лесковым и И. С. Тургеневым, с последним состоял в переписке и навещал его в Буживале.
С 1884 года в связи со слабым здоровьем он исполнял свои обязанности в условиях длительных отлучек на юг Франции. Смерть 28-летнего сына, чиновника Министерства финансов, ускорила финал. Скончался он от чахотки 28 августа (9 сентября) 1887 года в Париже на пятьдесят пятом году жизни; 20 октября его тело было привезено в Петербург и погребено на Волковом православном кладбище.

## Семья
- Жена — Александра Николаевна Раевская, дочь священника Николая Федоровича Раевского.
- Дети
  - Александр Васильевич Прилежаев (1860 — 16(28)апреля 1887, Париж[6]), выпускник Императорского Училища правоведения в Санкт-Петербурге (сороковой выпуск), надворный советник; чиновник особых поручений 7 кл. при Министре финансов, скончался в Париже от чахотки в возрасте 28 лет, похоронен на Волковом православном кладбище в Петербурге. Участник II Интернационала, автор работы «Фабричная инспекция во Франции по закону 19 мая 1874 года: Очерк организации и деятельности инспекции над трудом малолетних рабочих на фабриках и в мастерских в Департаменте Сены» / А. В. Прилежаев. СПб.: Тип. В. Ф. Киршбаума, 1882.- VII, 61 с.- На обл. г.и.: 1883.
  - Николай Васильевич Прилежаев (1860 — 31 марта 1919, Петроград[7]) — выпускник Императорского Училища правоведения в Санкт-Петербурге (42 выпуск), статский советник, Главное тюремное ведомство, впоследствии издавал в Санкт-Петербурге газету на французском языке
  - Василий Васильевич Прилежаев (~1862 — ?)- выпускник Императорского Училища правоведения в Санкт-Петербурге (43 выпуск), тайный советник, член комиссии по устроению Коммерческого порта при Министре финансов, член Комиссии по заведованию Всероссийская выставка в Нижнем Новгороде (1896), товарищ министра торговли и промышленности, заведующий отделом торговли, член совета министра торговли и промышленности, член особой финансово-экономической комиссии сельскохозяйственного совета, совета по тарифным делам и Совета Государственного банка, Заместитель председателя особого совещания по топливу, Российский делегат в международной сахарной комиссии, Почетный член Императорского Московского археологического общества, Член комиссии по борьбе с фальсификацией пищевых продуктов, Начальник IV Отдела Главного управления Неокладных сборов и Главного управления Казенной продажи питий.
  - Сергей Васильевич Прилежаев — (15 июля (27 июля) 1874, г. Париж — 9 марта 1942, село Павловское Кесовогорского р-на Тверской обл.) — действительный статский советник, выпускник Императорского Училища правоведения в Санкт-Петербурге (56 выпуск), старший делопроизводитель Государственной канцелярии, старший делопроизводитель Законодательного отдела Канцелярии Государственной Думы, казначей и попечитель общества защиты детей от жестокого обращения, ст. экономист «Гипробум». Арестован 8 марта 1935 г. Приговорен ОС НКВД СССР 11 марта 1935 г. к ссылке на 5 лет в Куйбышев. Реабилитирован 6 сентября 1989 г.[8].
- Внуки
  - Прилежаев, Сергей Сергеевич (1903—1979) — советский физик.
  - Татьяна Сергеевна Прилежаева (1905—1942) — биофизик, работала в лаборатории Г. М. Франка.

## Награды
1859 — золотой наперсный крест

1861 — бархатная фиолетовая скуфья

1862 — камилавка

1864 — сан протоиерея

1865 — золотой крест с драгоценными камнями от имени государыни императрицы

1865 — 8000 фр. за участие в служении при кончине Цесаревича Николая Александровича

1865 — орден Св. Анны 3-й степени

1868 — золотой наперсный крест с драгоценными камнями

1868 — орден Св. Анны 2-й степени

1871 — орден Св. Владимира 3-й степени

1876 — греческий Командорский крест ордена Спасителя

1878 — митра

1879 — знак Красного Креста

1883 — Сербский Орден Таковского креста 2-й степени

## Публикации
Ему принадлежит ряд статей в парижском журнале L’Union Chrétienne, среди которых самыми важными являются:
- Coup d’oeil sur les canons de l'église grecque et sur ceux de l'église latine (1859—60, № 19—22),
- De l’union de l'église de Constantinople et de l'église Romaine au treizième siècle (1860—1861, № 18—45).
- Du culte de l'église Russe (1861—62, № 51—52 и 1862, № 2).
- Etudes sur le concile de Florence (1862—63, № 18—34). Ср. «Церковный вестник», 1887, № 38 и 43[1].